# Tihomir Orešković
Tihomir „Tim“ Orešković (výslovnost: [ˌtîhomiːr tîm ˈǒreʃkoʋit͡ɕ]IPA; narozený 1. ledna 1966 Záhřeb) je chorvatsko-kanadský podnikatel a politik, mezi lednem až říjnem 2016 předseda vlády Chorvatska. Představoval první bezpartijní osobu v tomto úřadu i první, která většinu předchozího života strávila v zahraničí.
Před nástupem do funkce působil postupně jako ředitel a předseda dozorčí rady farmaceutické společnosti Pliva, šéf finančního hospodaření izraelského farmaceutického koncernu Teva Pharmaceutical Industries pro Evropu a vedl finanční oddělení jejího celosvětového obchodování s generiky. Profesní kariéru zahájil v roce 1992 v témže oboru u firmy Eli Lilly and Company.

## Mládí a vzdělání
Narodil se v lednu 1966 v Záhřebu, tehdejší metropoli jedné ze svazových jugoslávských republik – Socialistické republice Chorvatsko, do rodiny Đurđeho a Dany Oreškovićových. Dva roky po narození přesídlil s rodiči do ontarijského Hamiltonu v Kanadě. Obor chemie zakončil v roce 1989 na McMasterově univerzitě. O dva roky později absolvoval na stejné vysoké škole studijní program Master of Business Administration (MBA) v oborech finance a informační systémy.

## Předseda vlády
Parlamentní volby v listopadu 2015 přinesly patovou situaci, kdy žádná ze stran nezískala v jednokomorovém parlamentu (Saboru) většinu 76 ze 151 poslanců a ani koaliční jednání nevedla k ustavení funkčního spojenectví.
Opakování voleb zabránila dohoda zveřejněná 23. prosince 2015, v níž přistoupila vítězná Vlastenecká koalice (59 mandátů), vedená konzervativním Chorvatským demokratickým společenstvím (HDZ), na shodu s proreformním Mostem (Most nezavisnih lista, 19 mandátů). Nově sestavený kabinet v čele s nestranickým premiérem měl za cíl zahájit reformy, které by do země přitáhly investice a snížily státní dluh.
Téhož dne, 23. prosince, prezidentka Kolinda Grabarová Kitarovićová oznámila, že jí nominant na premiéra Orešković doručil pověření 78 poslanců, v jehož důsledku se jej rozhodla jmenovat a pověřit sestavením kabinetu. Poslední možný den 30denní lhůty, 22. ledna 2016, získala Oreškovićova vláda důvěru parlamentu, když ji podpořilo 83 poslanců, 61 se vyslovilo proti a 5 se zdrželo. Vedle nestraníků byla složena ze dvou koaličních partnerů HDZ a Mostu v poměru 12:5:5 (HDZ:Most:nestraníci). Již šest dní po jmenování rezignoval ministr válečných veteránů Mijo Crnoja, kterého nahradil Tomo Medved.

## Soukromý život
Orešković se oženil se Sanjou Dujmovićovou Oreškovićovou, ženou v domácnosti, s níž má dvě dcery a dva syny. Vlastní chorvatské i kanadské občanství. Z Kanady se do rodné země vrátil v roce 2009. Terčem vtipů na sociálních sítích i kritiky komentátorů se stala jeho ne zcela moderní chorvatština s přízvukem.